# ITSE (estación)
La estación de ITSE forma parte del ramal de la Línea 2 del Metro de Panamá, que cubre entre las estaciones de Corredor Sur y Aeropuerto, Se inauguró el 15 de marzo de 2023 como parte del ramal de la línea 2. La estación está elevada sobre la Avenida Domingo Díaz y se ubica entre las estaciones de Corredor Sur y Aeropuerto específicamente en frente del Instituto Técnico Superior Especializado (ITSE), donde hace referencia su nombre.